# اسکوپ سنگ و سرامیک

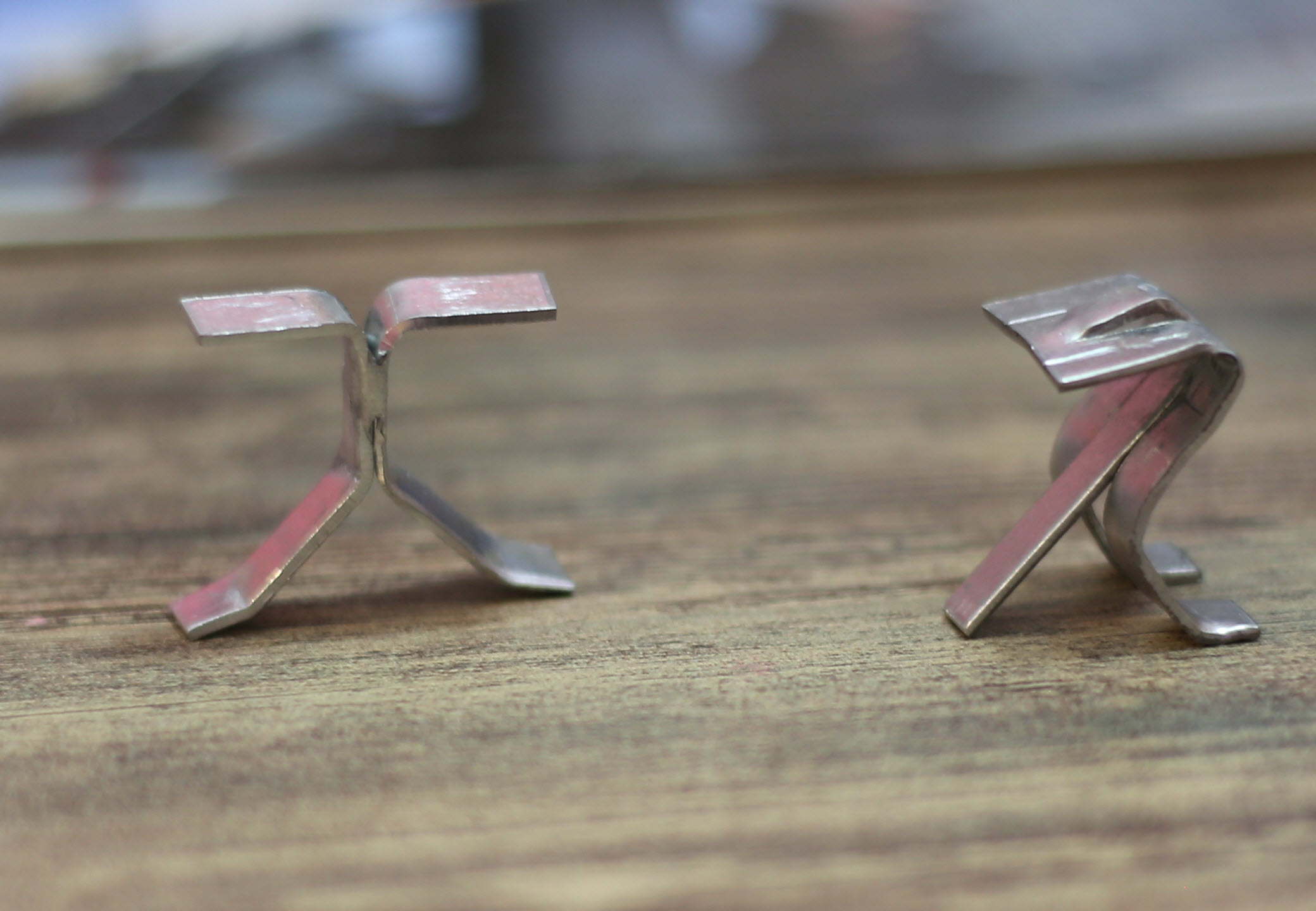
نمونه‌های اسکوپ

اسکوپ سنگ و سرامیک که با نام های بست سنگ نما یا اتصالات فلزی سنگ و سرامیک هم یاد می‌شود، قطعه‌ای است فلزی از جنس ورق گالوانیزه، که مانع از ریزش و افتادن سرامیک و سنگ نما می‌شود.

## روش استفاده
اسکوپ با شیاری کم عمق که در پشت سنگ یا سرامیک ایجاد شده -بوسیله سنگ فرز - وارد سنگ و سرامیک شده و پایه‌های آن درملات (دوغاب) پشت سنگ درگیر می‌شود؛ و همین امر مانع از سقوط سنگ و سرامیک از نما می‌شود.

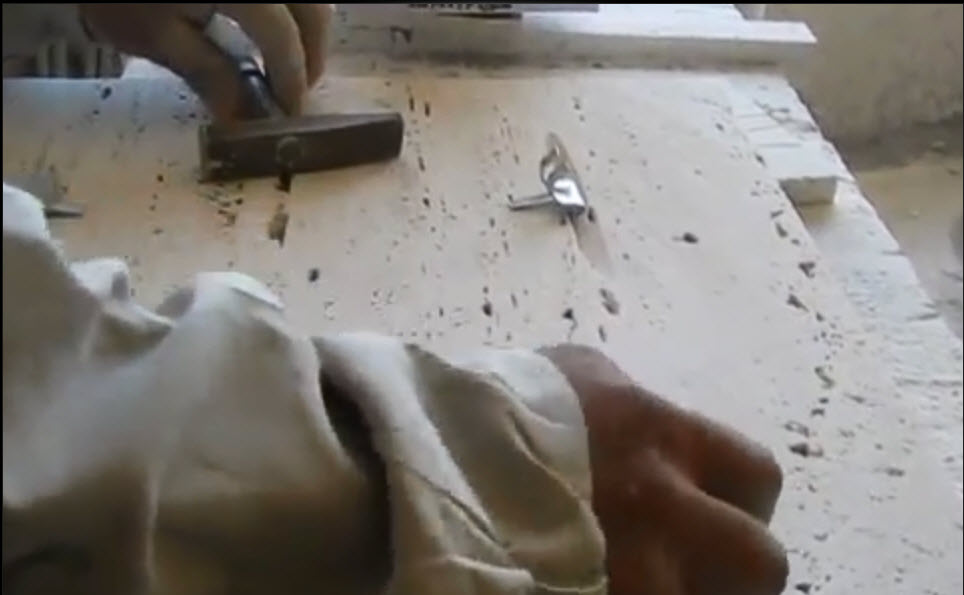
اسکوپ کردن سنگ

این روش جایگزین روش‌های قدیمی سنگ کاری نظیر خشکه چین، پیچ و رولپلاک و قرار دادن لقمه در پشت سنگ و سرامیک است.

## External links
- وبگاه رسمی